# Fira Sabadell
Fira Sabadell és un centre de convencions de Sabadell, ubicat en una antiga fàbrica municipal.

## Edifici
La fàbrica estava formada per diversos edificis, entre els quals destaca l'edifici de 1946 (actualment rehabilitat) que es va annexar a un d'inicial de 1916. L'edifici actual es va edificar sota projecte de l'enginyer Francesc Izard, l'any 1946. Destaca per l'estructura interior formada per una nau central de 16 metres d'amplada i 20 metres d'alçada, amb dues naus col·laterals, i un edifici annex. El conjunt està format per 30 pilars que sostenten l'estructura per on corrien els ponts-grua necessaris pel desplaçament dels materials i motors.

## Història

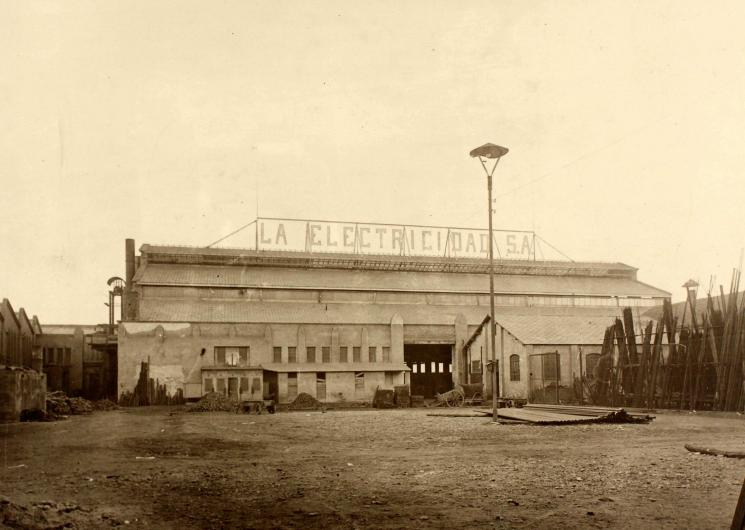
La Electricidad

La societat anònima La Electricidad es va constituir l'any 1911, per a la fabricació de material elèctric com turbines i alternadors. L'empresa va ser absorbida l'any 1962 i va canviar de nom en diverses ocasions fins que va passar a formar part de la multinacional ABB, de manera que fins que va tancar (1998) es va denominar ABB Generación División Fabricación Este. L'any 2007 la seva rehabilitació va ser guardonada amb un Premi Bonaplata en la categoria de restauració del patrimoni industrial. Actualment, el recinte és ocupat per la Fira Sabadell, un centre firal i de congressos que ofereix múltiples possibilitats per a tot tipus d'activitats.